# Anna Massey
Anna Raymond Massey (Thakeham, 11 augustus 1937 – Londen, 3 juli 2011) was een Brits actrice. Ze werd vooral bekend dankzij haar rollen in Alfred Hitchcocks Frenzy, The Tall Guy en Driftwood.
Op 18-jarige leeftijd won ze een Tony Award voor het stuk The Reluctant Debutante. Ook won ze in de loop der jaren enkele andere belangrijke awards voor haar toneelwerk. 
Tussen 1958 en 1962 was ze getrouwd met acteur Jeremy Brett. Ze kregen één kind. Sinds 1990 was ze getrouwd met Uri Andres. Massey woonde tot haar dood in Londen. Ze stierf op 73-jarige leeftijd aan de gevolgen van kanker.

## Filmografie
- Gideon's Day (1958) – Sally Gideon
- Peeping Tom (1960) – Helen Stephens
- Le Voyage à Biarritz (1962) – Rol onbekend
- A Midsummer Night's Dream (Televisiefilm, 1964) – Titania
- Bunny Lake Is Missing (1965) – Elvira Smollett
- Armchair Theatre Televisieserie – Rol onbekend (Afl., Light the Blue Touch Paper, 1966)
- Play of the Month Televisieserie – Caroline (Afl., Where Angels Fear to Tread, 1966)
- Jackanory Televisieserie – Verteller (6 afl., 5 keer 1966, 1967)
- Play of the Month Televisieserie – Myra Arundel (Afl., Hay Fever, 1968)
- W. Somerset Maugham Televisieserie – Millicent Bannon (Afl., Before the Party, 1969)
- De Sade (1969) – Renée de Montreuil
- The Looking Glass War (1969) – Avery's vrouw
- David Copperfield (Televisiefilm, 1969) – Jane Murdstone
- Wicked Women Televisieserie – Christiana Edmund (Afl., Christiana Edmund, 1970)
- Frenzy (1972) – Barbara Jane ('Babs') Milligan
- A Woman Sobbing (Televisiefilm, 1972) – Jane Pullar
- Dead of Night Jane Pullar (Afl., A Woman Sobbing, 1972)
- The Vault of Horror (1973) – Donna – Episode 1
- A Doll's House (1973) – Kristine Linde
- The Pallisers Televisieserie – Lady Laura Standish (Episode 1.6, 1974)
- Churchill's People Televisieserie – Rol onbekend (Afl. onbekend, 1974)
- BBC2 Playhouse Televisieserie – Isabella Ridout (Afl., The Mind Beyond: The Love of a Good Woman, 1976)
- The Mayor of Casterbridge (Mini-serie, 1978) – Lucetta Templeman
- Rebecca (Televisiefilm, 1979) – Mrs. Danvers
- The Corn Is Green (Televisiefilm, 1979) – Miss Ronberry
- Afternoon Off (Televisiefilm, 1979) – Jane
- A Little Romance (1979) – Ms. Siegel
- Hazell Televisieserie – Helen Bryers (Afl., Hazell and the Happy Couple, 1979)
- You're Not Watching Me, Mummy (Televisiefilm, 1980) – Rol onbekend
- Sweet William (1980) – Edna
- Tales of the Unexpected Televisieserie – Irene Wrzaszcyzk (Afl., Mr. Botibol's First Love, 1980)
- BBC 2 Playhouse Televisieserie – Rol onbekend (Afl., Virginia Fly Is Drowning, 1981)
- The Cherry Orchard (Televisiefilm, 1981) – Carlotta
- Play of the Month Televisieserie – Tiburina (Afl., The Critic, 1982)
- The Critic (Televisiefilm, 1982) – Tiburina
- Five Days One Summer (1982) – Jennifer Pierce
- Mansfield Park (Mini-serie, 1983) – Aunt Norris
- Another Country (1984) – Imogen Bennett
- Sakharov (Televisiefilm, 1984) – Klavdia
- The Little Drummer Girl (1984) – Chairlady
- The Chain (1984) – Betty
- Sacred Hearts (1985) – Sister Thomas
- Anna Karenina (Televisiefilm, 1985) – Betsy
- Pity in History (Televisiefilm, 1985) – Venables
- The Christmas Tree (Televisiefilm, 1986) – Constance
- The McGuffin (1986) – Nina
- Hotel du Lac (Televisiefilm, 1986) – Edith Hope
- Foreign Body (1986) – Miss Furze
- Season's Greetings (Televisiefilm, 1986) – Rachel
- The Day After the Fair (Televisiefilm, 1987) – Letty
- A Hazard of Hearts (Televisiefilm, 1987) – Eudora
- Tears in the Rain (Televisiefilm, 1988) – Lady Emily
- Sun Child (Televisiefilm, 1988) – Marcia Burrows
- La couleur du vent (1988) – Norma
- Killing Dad or How to Love Your Mother (1989) – Edith
- Shalom Joan Collins (Televisiefilm, 1989) – Mamma
- Under a Dark Angel's Eye (Mini-serie, 1989) – Rol onbekend
- Around the World in 80 Days (Mini-serie, 1989) – Queen Victoria
- A Tale of Two Cities (Mini-serie, 1989) – Miss Pross
- The Tall Guy (1989) – Mary
- Sea Dragon (Televisiefilm, 1990) – Prioress
- Chillers Televisieserie – Rol onbekend (1990)
- The Man from the Pru (Televisiefilm, 1990) – Julia Wallace
- Mountains on the Moon (1990) – Mrs. Arundell
- Impromptu (1991) – George Sands moeder
- Emily's Ghost (1992) – Miss Rabstock
- The Darling Buds of May Televisieserie – Mlle. Antoinette Dupont (Afl., A Breath of French Air: Part 1 & 2, 1991|Oh! to Be in England: Part 2, 1992)
- Inspector Morse Televisieserie – Lady Emily Balcombe (Afl., Happy Families, 1992)
- The Return of the Psammead Televisieserie – Aunt Marchmont (1993)
- Alleyn Mysteries Televisieserie – Ruth O'Callaghan (Afl., The Nursing Home Murder, 1993)
- The Young Indiana Jones Chronicles Televisieserie – Gertrude Bell (Afl., Paris, May 1919, 1993)
- Murder in Mind (Televisiefilm, 1994) – Rosemary
- Nice Day at the Office Televisieserie – Janice Troutbeck (1994)
- The Grotesque (1995) – Mrs. Giblet
- Angels and Insects (1995) – Miss Mead
- Haunted (1995) – Nancy Tess Webb
- Sweet Angel Mine (1996) – Mother
- The World of Peter Rabbit and Friends Televisieserie – Mrs. Tittlemouse (Afl., The Tale of the Flopsy Bunnies and Mrs. Tittlemouse, 1997, stem)
- Driftwood (1997) – Mother
- The Slab Boys (1997) – Rol onbekend
- Déjà Vu (1997) – Fern Stoner
- Midsomer Murders Televisieserie – Honoria Lyddiard (Afl., Written in Blood, 1998)
- A Respectable Trade (Mini-serie, 1998) – Sarah Cole
- Captain Jack (1999) – Phoebe
- Mad Cows (1999) – Dwina Phelps
- Come and Go (Televisiefilm, 2000) – Vi
- Room to Rent (2000) – Sarah Stevenson
- The Sleeper (Televisiefilm, 2000) – Lillian
- Nash Bridges Televisieserie – Cindy (Afl., Slam Dunk, 2001)
- Tmavomodrý svet (2001) – Lerares Engels
- The Importance of Being Earnest (2002) – Miss Prism
- An Angel for May (Televisiefilm, 2002) – Rosie
- Possession (2002) – Lady Bailey
- Strange Televisieserie – Miss Emily Hawthorne (Afl., Zoxim, 2003)
- El maquinista (2004) – Mrs. Shrike
- He Knew He Was Right (Mini-serie, 2004) – Miss Stanbury
- Belonging (Televisiefilm, 2004) – Brenda
- Agatha Christie: A Life in Pictures (Televisiefilm, 2004) – Oudere Agatha
- The Robinsons Televisieserie – Pam Robinson (6 afl., 2005)
- Mrs. Palfrey at the Claremont (2005) – Mrs. Arbuthnot
- A Good Murder (Televisiefilm, 2006) – Phyllis
- Pinochet in Suburbia (Televisiefilm, 2006) – Lady Thatcher
- The Gigolos (2006) – Edwina
- Lewis (Televisieserie, 2007) – Professor Gold (Afl., Whom the Gods Would Destroy)
- Oliver Twist (Mini-serie, 2007) – Mrs. Bedwin
- Love and Virtue (2008) – Eleanor (Pre-productie)
- The Oxford Murders (2008) – Julia Eagleton
- Midsomer Murders (2009) aflevering Secrets and Spies
- Agatha Christie's Poirot (Televisieserie, 2009) – Miss Pebmarsh in aflevering The Clocks
- Moving On (Televisieserie, 2010) – Bella in aflevering Sauce for the Goose

- Biblioteca Nacional de España: XX1567019
- Bibliothèque nationale de France: cb14204345t (data)
- Gemeinsame Normdatei: 131970399
- International Standard Name Identifier: 0000 0001 1450 2456
- Library of Congress Control Number: n86049369
- Nationale Bibliotheek van Letland: 000304769
- Nationale Bibliotheek van Tsjechië: pna2007389201
- Nationale Bibliotheek van Israël: 987007327507505171
- Nederlandse Thesaurus van Auteursnamen: 074358006
- SNAC: w60t03bt
- Système universitaire de documentation: 059426683
- Virtual International Authority File: 85117292
- WorldCat: E39PBJvCR4hxXK38vCGy9YGrbd